# Obmorski bor
Obmorski bor (znanstveno ime Pinus pinaster) je drevo, ki spada v družino borovk. To je pomembno drevo zahodnega sredozemlja in držav južnoevropske atlantske obale (Italija, južna Francija, Španija, Portugalska), kjer raste v obalnih predelih. Doseže lahko višino do 40 m, večinoma pa je nižji. Njegova krošnja je rahla in široka. Veje izraščajo v vretencih, stoje in vodoravno. Spodnji del debla že zgodaj izgubi veje, tudi če raste na samem. Poganjki so goli, bledo rdečkasto rjave barve. Iglice so debele, toge, z ostro konico, dolge do 15 cm. Skorja je pri mlajših drevesih svetlo siva, pozneje pa rdeče rjava, je debela in ima velike razpoke. Storži so dolgi do 22 cm, jajčasti, svetlo rjavi in bleščeči. Na drevesu ostanejo več let, zato je drevo z njimi preobloženo. 
Les obmorskega bora ni zelo obstojen, zato se uporablja večinoma za izdelovanje pragov in papirja. Kot pri mnogih drugih vrstah iglavcev, se tudi ta bor izkorišča za pridobivanje smole.